# Publicisation du droit
La publicisation du droit est la tendance qu'ont les règles du droit privé à être influencées et transformées par les règles de droit public, de sorte que des pans entiers du droit seront désormais considérés comme étant de caractère mixte entre le droit privé et le droit public.
À titre d'exemple, au XIXe siècle, le droit du travail pouvait être considéré comme relevant principalement du droit privé parce qu'il fait alors presque exclusivement l'objet de dispositions dans le Code civil (ou dans la common law selon le cas), mais de nos jours il est fortement publicisé par les différentes lois et règlements  touchant aux syndicats et aux normes du travail. 
Un autre exemple serait le droit du transport, car bien que le droit du transport a pu initialement être d'abord concerné par les règles de droit civil, de nos jours il est fortement publicisé par différentes lois statutaires qui relèvent du droit public.